# Власов, Евгений Дмитриевич
Евгений Дмитриевич Власов (6 октября 1933, Тула, Московская область — 25 декабря 2023) — советский мотогонщик и тренер.

## Биография
Власов Евгений Дмитриевич родился 6 октября 1933 года в Туле.
В 1949 году окончил среднюю школу № 20, ТГТ — в 1953 году, ТЭМТ им. А. Г. Рогова — в 1973 году, Народный университет научно-технических и экономических знаний — в 1975 году. В 1983 году окончил Тульский государственный педагогический институт им. Л. Н. Толстого, получив там второе, физкультурное образование.
В 1953 году, когда он стал чемпионом Тулы и призёром ряда соревнований в гонках за лидером на велотреке и в 1955 году со стайером В. Фединым занял второе место на первенстве СССР в Ереване. С 1953 года постоянный победитель и призёр международных соревнований в Брно, Клайпеде, Тбилиси, Таллине, Туле. В составе сборной команды страны участвовал в шести чемпионатах мира в Чехословакии, Японии, Германии, Испании, Норвегии, Италии. В 1959 году ему присвоено звание мастера спорта по мотоциклетному спорту, в 1961 году — звание мастера спорта по велосипедному спорту, в 1979-м  —   звание мастера спорта международного класса . В 1974 году стал неоднократным рекордсменом СССР, в 1979 — рекордсменом мира. 12 раз завоёвывал звание чемпиона СССР и России в качестве спортсмена и тренера (1977, 1980, 1990, 1991, 1992, 1993, 1994, 1995, 1996, 1997, 1998, 1999). Подготовил более 20-ти мастеров спорта и 6 чемпионов: Губенков В. — чемпион страны (1977, 1978, 1980), рекордсмен мира (1979), участник чемпионата мира (1981) Егоров В. — чемпион СССР и России (1990, 1991, 1992), участник чемпионатов мира (1990, 1991, 1992) Бессонов А. — чемпион России (1993, 1994), участник чемпионатов мира (1993, 1994). Миронов А. — чемпион России (1995, 1996). Новиков И. — чемпион России (1997, 1998). Беласик О. — чемпион России (1999).
Один из организаторов и участников международных соревнований «Тульский трек» и «Тульский мотоцикл». На Тульском машиностроительном заводе за 40 лет работы явился автором около 30 патентов и авторских свидетельств на изобретения и промышленные образцы.
В 1988 году награждён знаком «Изобретатель СССР». В 1989 году награждён медалью «Ветеран труда». В 1990 году удостоен звания «Ветеран труда тульского машзавода».
Скончался 25 декабря 2023 года на 91-м году жизни.